# Бланшар, Алана
Алана Бланшар (англ. Alana Blanchard; род. 5 марта 1990, Кауаи) — американская сёрфингистка и бикини-модель.

## Биография
Алана Рене Бланшар родилась 5 марта 1990 года в Кауаи, Гавайи, США. Отец — Холт Бланшар.
В 2003 году Алана стала свидетелем несчастного случая, произошедшего с её подругой — серфингисткой Бетани Хэмилтон. Эта история легла в основу фильма «Сёрфер души», вышедшего в 2011 году.
В 2005 году Алана победила на чемпионате «T&C Women’s Pipeline» (Гавайи). Затем побеждала в ряде престижных соревнований — «The Rip Curl Girls Festival Junior Pro» (Испания), «The Roxy Pro Trials» (Гавайи), «The Billabong Pro Pre Trials» (Гавайи), «The Volcom Pufferfish Surf Series» (Гавайи) и других.
В 2014 году заняла 65 место в списке «100 самых сексуальных женщин мира» по версии журнала FHM.

## Личная жизнь
В 2013 году Бланшар начала встречаться с австралийским профессиональным серфером Джеком Фристоуном. Пара познакомилась на северном берегу Оаху, штат Хайленд. В июне 2017 года стало известно, что они ожидают первенца, и 1 декабря 2017 года родился сын — Бэнкс Харви Фристоун.

## Фильмография
| Год  |     | Русское название                               | Оригинальное название                    | Роль  |
| ---- | --- | ---------------------------------------------- | ---------------------------------------- | ----- |
| 2003 | с   | Скоммутировано!                                | Switched!                                | камео |
| 2007 | док | Сердце сёрфера души                            | Heart of a Soul Surfer                   | камео |
| 2011 | ф   | Сёрфер души                                    | Soul Surfer                              | камео |
| 2015 | кор | Air New Zealand представляет безопасное сафари | Air New Zealand Presents a Safety Safari | камео |